# سبعمائة وسبع وثلاثون (اختلال ضال)
«سبعمائة وسبع وثلاثون» (بالإنجليزية: Seven Thirty-Seven)‏ هي الحلقة الأولى للموسم الثاني من مسلسل إيه إم سي التلفزيوني الدرامي اختلال ضال. كتبها جي روبرتس وأخرجها نجم المسلسل براين كرانستون، بُثَّت على إيه إم سي في 8 مارس 2009.

## وصلات خارجية
- «سبعمائة وسبع وثلاثون» على إيه إم سي (بالإنجليزية)
- «سبعمائة وسبع وثلاثون» على قاعدة بيانات الأفلام على الإنترنت (بالإنجليزية)